# さいたま市スポーツ文学賞
さいたま市スポーツ文学賞（さいたましスポーツぶんがくしょう）は、スポーツを題材とする小説およびエッセイを全国から公募する文学賞。1994年に創設され、2010年まで隔年で実施されたが、現在は終了している。
さいたま市（開始当時浦和市）のスポーツが盛んな都市というイメージを生かし、スポーツ文学というジャンルの発展を目的として創設された。さいたま市・さいたま市教育委員会が主催し、文化庁・埼玉県・埼玉県教育委員会後援、さいたま文藝家協会協力で実施された。
受賞作品集『SPORTS STORIES』が毎回刊行され、現在でも販売されている。

## 概要
開始当時の名称は浦和スポーツ文学賞。第4回まで実施されたのち、浦和市が大宮市・与野市と合併して「さいたま市」となったのを受けて、現行の名称に改称した。浦和スポーツ文学賞の第1回のみノンフィクション部門があった。また、さいたま市スポーツ文学賞の第3回より、小説に加えてエッセイ賞を開始した。選考委員には、元浦和レッズ監督の森孝慈をはじめ、マラソンランナーやスポーツジャーナリストらが名を連ねた。また、埼玉にゆかりのある推理作家や詩人も選考を務めた。

### 部門
両部門とも、プロ・アマを問わない。
- スポーツ文学賞
  - 400字詰め原稿用紙換算で50枚以上100枚以内。大賞1名、優秀賞2名、佳作2名を選出する。賞金はそれぞれ100万円、50万円、30万円。
- スポーツエッセイ賞
  - 400字詰め原稿用紙換算で10枚以上20枚以内。エッセイ賞1名、優秀賞1名、佳作2名を選出する。賞金はそれぞれ30万円、10万円、5万円。

### 選考委員
- 第5回さいたま市スポーツ文学賞
  - スポーツ文学賞 - 磯貝勝太郎、伊藤桂一、大谷羊太郎、タケカワユキヒデ、増田明美
  - スポーツエッセイ賞 - 森孝慈、ヨーコ・ゼッターランド、義田貴士

## 受賞作
浦和スポーツ文学賞
- 第1回（1994年）
  - 小説部門 大賞 - 「白の広がり」羽場颯樹
  - ノンフィクション部門 大賞 - 「最強を求めて―女ひとりのムエイタイ（タイ式ボクシング）修業記―」治武美加
- 第2回（1996年）
  - 大賞 - 「家族の球歴」嶋あやし
- 第3回（1998年）
  - 大賞 - 「真夏の夢」椋元浩水
- 第4回（2000年）
  - 大賞 - 「その土地を照らす光」長山志信

さいたま市スポーツ文学賞
- 第1回（2002年）
  - 大賞 - 「サハラマラソン 沈没日記」前田恵実子
- 第2回（2004年）
  - 大賞 - 「帰郷」遊部香
- 第3回（2006年）
  - スポーツ文学賞 大賞 - 「伴に走る」及川彩子
  - スポーツエッセイ賞 - 「小笠原流武士道」小笠原健
- 第4回（2008年）
  - スポーツ文学賞 大賞 「オガンバチ」藤井仁司
  - スポーツエッセイ賞 「暴走じいちゃん －野球編」小田由季子
- 第5回（2010年）
  - スポーツ文学賞 大賞 「神様のくれたタイムアウト」風野涼一
  - スポーツエッセイ賞 「オロダンナの花」板橋栄子